# كام راست
كام راست (بالإنجليزية: Cam Rast)‏ هو مدرب كرة قدم ولاعب كرة قدم أمريكي في مركز الدفاع، ولد في 16 يناير 1970 في الولايات المتحدة. شارك مع منتخب الولايات المتحدة تحت 20 سنة لكرة القدم ومنتخب الولايات المتحدة تحت 23 سنة لكرة القدم. أما مع النوادي، فقد لعب مع Santa Clara Broncos men's soccer ‏.

## وصلات خارجية
- كام راست على موقع الاتحاد الدولي (مؤرشف)  (الإنجليزية)
- كام راست على موقع قاعدة بيانات كرة القدم.إي يو (الإنجليزية)
- كام راست على موقع أوليمبيديا (الإنجليزية)